# Josef Still
Josef Still (* 1959 in Deggendorf) ist ein deutscher Organist.

## Studium
Still studierte an der Hochschule für Musik München (heute Hochschule für Musik und Theater München) Katholische Kirchenmusik bei Gerhard Weinberger und Franz Lehrndorfer. Er ergänzte seine Studien durch den Besuch der Meisterklasse für Cembalo bei Hedwig Bilgram.

## Kirchenmusikalische Ämter
- St. Johann Baptist in Neu-Ulm (1983–1994)
- Domorganist an der Hohen Domkirche Trier (seit 1994)
- Orgelsachverständiger für das Bistum Trier (seit 1994)

## Diskographie
- Musik für die kleine Königin (Balthasar-König-Orgel St. Leodegar, Niederehe)
- 1998: Orgeln der Stadt Trier (Doppel-CD) (OnlineRecords)
- 1999: Faszination Kathedralraum Vol.10 – Orgelmusik aus dem Dom zu Trier (Klais-Orgel des Doms zu Trier) (IFO 00030)
- 1999: Wassermusik (Oberlinger-Orgel in Vallendar, St. Marzellinus und Petrus) (Organo phon 90115)
- 2001: Festliches Orgelkonzert (Klais-Orgel des Doms zu Trier) (OGM)
- 2003: Max Reger: Sämtliche Orgelwerke Vol.4 – Choralfantasie über „Wie schön leuchtet uns der Morgenstern“; Orgelstücke op. 59 (Nr. 7-12); Introduktion & Passacaglia in f-moll op. 63 (Klais-Orgel des Doms zu Trier) (Naxus 8.555905)
- 2004: Trompete und Orgel (Klais-Orgel des Doms zu Trier) (MR 874-365)
- 2005: Engelkonzert (Klais-Orgel des Doms zu Trier) (OGM 267014)
- 2009: Festliches Orgelkonzert im Trierer Dom (Klais-Orgeln des Doms zu Trier) (OGM 271035)
- 2009: Max Reger: Sämtliche Orgelwerke Vol.9 – Variationen & Fuge über "Heil, unserm König Heil"; Orgelstücke op. 65 Nr. 1-6; Choral-Fantasie "Straf mich nicht in deinem Zorn" op. 40 Nr. 2 (Klais-Orgel des Doms zu Trier) (Naxus 8.570454)
- 2009: Vom Dunkeln zum Licht – Musik aus dem Trierer Dom (Klais-Orgeln des Doms zu Trier mit Posaune) (OGM 291071)
- 2011: Geistliches Löwenbrüllen – Festliche Musik und barocke Predigten aus süddeutschen Klöstern und Domen (Eos 978-3-8306-7521-1)
- 2012: J.S. Bach: Die Orgeltoccaten und eine Neuentdeckung (Klais-Orgel des Doms zu Trier) (OGM 121026)
- 2014: Max Reger: Sämtliche Orgelwerke Vol.10 – Choralvorspiele op. 67 Nr.1-15; Präludien & Fugen op. 56 Nr. 1-15 (Klais-Orgel des Doms zu Trier) (Naxos 8.572907)
- 2015: Max Reger: Komplette Orgelwerke (16-CD-Box-Set) (Klais-Orgel des Doms zu Trier) (Naxus 8.501601)
- 2016: "Gott wird geboren, Mächtige erstarren vor Angst" – Weihnachtliche Orgelmusik aus Polen und Deutschland (Beckerath-Mayer-Orgel der Lebensbaumkirche Manderscheid (Eifel)) (Oehms 1861)

## Schriften
- Die neue Klais-Orgel in der Trierer Jesuitenkirche. In: Neues Trierisches Jahrbuch. Verein Trierisch, 1995, ISSN 0077-7765, S. 231–233.